# Thunnus tonggol
Thunnus tonggol és una espècie de peix de la família dels escòmbrids i de l'ordre dels perciformes que es troba des del Mar Roig i l'Àfrica oriental fins a Nova Guinea, Japó i Austràlia.
Els mascles poden assolir els 145 cm de longitud total i els 35,9 kg de pes.